# Râul Sălbăgel
Râul Sălbăgel este un curs de apă afluent al Spaia.

## Hărți
- Harta județului Timiș